# 帝鑑の間
帝鑑の間（ていかんのま）は、江戸城本丸表屋敷の中の白書院下段の間の東に連なる部屋。

## 概要
北は連歌間に続き、東は畳縁（たたみべり）の入側（いりかわ）の外に伯夷・叔斉を描いたスギ戸を立て、さらに入側を隔てて紅葉間と隣り合い、南は畳縁があって中庭に面し、松の廊下と相対する。
天井は格天井であり、襖には歴代将軍の亀鑑となるべき唐代の帝王を描く（これが室名の起こる所以である）。
将軍が白書院に出て諸侯を引見する際、この間に詰める諸侯を「帝鑑間詰」という。
越前庶流、10万石以上の諸大名および交代寄合その他がこれに属する。慶応2年の武鑑によれば、家門4家、譜代60家、合わせて64家が挙げられている。石高は1万石ないし10万石余、そのうち5万石およびそれ以上のものが28家、その他は5万石以下である。無城のものが10家である。
御城碁は黒書院で行われるのが慣例であったが、白書院や帝鑑の間が使われることもあった。